# فدراسیون والیبال لسوتو
فدراسیون والیبال لسوتو (انگلیسی: Lesotho National Volleyball Association یا به اختصار LNVA) نهاد اداره‌کننده ورزش والیبال در لسوتو است. این فدراسیون در سال ۱۹۸۸ به فدراسیون بین‌المللی والیبال (FIVB) پیوست.
این نهاد مسئول برگزاری لیگ والیبال مردان لسوتو و لیگ والیبال زنان لسوتو است و تیم‌های ملی والیبال مردان و زنان لسوتو را نیز مدیریت می‌کند.